# Stenopogon inermipes
Stenopogon inermipes är en tvåvingeart som beskrevs av Gabriel Strobl 1909. Stenopogon inermipes ingår i släktet Stenopogon och familjen rovflugor.
Artens utbredningsområde är Spanien. Inga underarter finns listade i Catalogue of Life.